# Винар Микола Андрійович
Микола Андрійович Винар (біл. Мікалай Андрэевіч Вінар; 2 травня 1912, Рівне — 1977, Любча) — краєзнавець, педагог, дослідник історії Новогрудщини, засновник сільського історико-краєзнавчого музею у смт Любча.

## Біографічні відомості
Народився в місті Рівному. У ранньому віці став сиротою (батько загинув у 1916 році під час Брусилівського прориву, мати померла, коли Миколі ще не було 9 років). Його забрала до себе сестра матері, яка проживала в с. Запілля Новогрудськога повіту. Після закінчення польської пачаткової школи в селі Староїльня, у 1928 році пішов навчатися до 4 класу Новогрудської білоруської гімназії. Був активним діячем Комуністичного союзу молоді Західної Білорусі. 
13 грудня 1933 арештований польською владою та пізніше виключений з навчального закладу. 17 січня 1934 року засуджений на рік тюрми та два роки позбавлення громадянських прав.
Після встановлення радянської влади в Західній Білорусі, Микола Винар розпочав педагогічну роботу та у передвоєнні та післявоєєні роки вчителював у селі Зенявичі. З 1947 року працює в селищі Любча, де спочатку завідував райпедкабінетом, а з 1949 року викладав історію в місцевій середній школі. У цей же час вступив на навчання в Барановицький педінститут, який закінчив у 1951 році за спеціальністю «історія».
У Любчі Микола Винар викладав історію, займався туристично-краєзнавчою та екскурсійною роботою.
У 1964 році за ініціативою М. Винаря у школі Любчі відкрито історико-краєзнавчий музей, експонати якого почали збирати з 1961 року. Микола Винар зумів налагодити контакти з рядом музеїв, архівів та бібліотек у Білорусі, Україні та Польщі.
Після його смерті, у 1988 році музею присвоєно статус народного.
Також М. Винар є автором ряду статей та публікацій з історії Новогрудщини.
У 2010 році посмертно занесений у Книгу слави Новогрудського району.